# STAY Saga 〜わたしが恋した佐賀〜
『STAY Saga 〜わたしが恋した佐賀〜』（ステイ サガ わたしがこいしたさが、タイ語: STAY ซากะ..ฉันจะคิดถึงเธอ、ステイ）は、GTHとナダオ・バンコクによるLINE提供のLINE TVの特別企画として、ソンヨット・スックマークアナンによって脚本・監督され、佐賀県と佐賀県フィルムコミッションの支援を受け県内で撮影されたオンラインドラマである。小さいけれど温かい地方都市、佐賀県に住む2人のタイ人のラブストーリーとなっている。2015年2月21日から3月14日まで、LINE TVアプリで土曜日の 20:00 に 4つのエピソードが放送された。2015年6月27日から GMM 25とGTH On Airで再放送された。

## 制作
STAYは、GTHがLINEのために制作した特別企画の 1つで、LINE TV の宣伝および立ち上げを促進するための独占コンテンツとして使用された。 撮影は佐賀県フィルムコミッションの支援を受け、県の外国映画を通じた観光振興戦略の一環として行われた。 2015年初頭に開始され、30人以上の撮影クルーが1か月以上日本に滞在した。

## あらすじ
ジュックは、自分の本を出版することをいつも夢に見てきた。 彼女は親友のアンと一緒に最後のプロジェクトである日本の食べ物についてのジャーナルに取り組むことを考えて、夢と研究を組み合わせることにした。 彼女の夢を叶える旅が始まり、彼女の目的地は佐賀県の田舎にある小さな農家だった。 しかし、突如アンが彼女との訪日をとりやめたため、ジュックは思いがけず一人で日本に行かなければならなくなった。
ジュックは農家で、3年間日本で働く心優しいタイ人のミーと出会う。ミーはジュックの世話をするお兄さんのような存在で、2人はすぐに親密になった。気付かぬ内に彼らのお互いの気持ちは高まっていく事に…

## 出演者

### 主演
- ミー（サニー・スワンメーターノン（ サンニー））
 「熊くん」の愛称で呼ばれる。日本語で会話をすることができる。
- ジュック（スパサラー・タナチャート（ガーオ））
- メン（ティティ・マハーヨーターラック（パンク））
ミーの弟。
- ジェン（ティーラドン・スパパンピンヨー（ジェームス））
ジュックの弟

### その他の出演者
- なおみ（榎田さくら）
ホームステイ先の娘、ミーの婚約者。80年代ヒット曲「サバーイ・サバーイ」(トンチャイ・メーキンタイ)をタイ語で歌うことができる。
- 服部（内田紳一郎）
ホームステイ先の主人
- ケイト（Claudine Atitaya Craig）
- コプター（Thanabordee Jaiyen）
ジュックの友人
- アン（アラチャポン ポーキンパーコン）
ジュックの親友

## 放送
本番組は、2015年2月6日の LINE TVアプリの制作発表で明らかになった。シリーズの各初回放送は、LINE TVアプリにて2015年2月21日から3月14日の毎週土曜日20:00からだった。2015年6月27日より、GMM 25 および GTH On Air で再放送された。
また、ロケ地となった日本・佐賀県のサガテレビで、2016年1月2日、3日の両日に放送された。同年12月30日、31日に再放送も行われている。

## 経済効果
本放送は他のタイのプロダクションとともに佐賀県への訪日タイ人観光客の増加に貢献し、380人だった2012年から2015年には 4,600 人の訪問者を記録した。

## 挿入歌
| Title                    | Artist      | Music video release date |
| ------------------------ | ----------- | ------------------------ |
| Secret Admiring (แอบชอบ) | La-Ong-Fong | 2015年2月7日             |
| STAY                     | Getsunova   | 2015年3月16日            |

## ロケ地
佐賀県フィルムコミッションのHPによると以下がロケ地として使用された。

- 佐賀市(農家民宿宿具座/嘉瀬川河川敷)
- 唐津市(唐津駅、呼子朝市、波戸岬)
- 鹿島市(農家民宿みんなの家、祐徳稲荷神社)
- 嬉野市(和楽園)
- 武雄市(武雄温泉)